# Macbeth (téléfilm, 1983)
 (mai 2018).
Si vous disposez d'ouvrages ou d'articles de référence ou si vous connaissez des sites web de qualité traitant du thème abordé ici, merci de compléter l'article en donnant les références utiles à sa vérifiabilité et en les liant à la section « Notes et références ».
Pour les articles homonymes, voir Macbeth.
Pour plus de détails, voir Fiche technique et Distribution.
Macbeth est un téléfilm américano-britannique, réalisé par Jack Gold en 1983, et diffusé sur la chaîne BBC le 5 novembre 1983.

## Fiche technique
- Titre original : Macbeth
- Pays d'origine :  États-Unis et  Royaume-Uni
- Année : 1983
- Réalisation : Jack Gold
- Histoire : William Shakespeare, d'après sa pièce éponyme
- Production : Shaun Sutton
- Société de production : BBC, Time-Life Television Productions
- Société de distribution : 
  - British Broadcasting Corporation (Royaume-Uni 1983 "Première diffusion")
  - Ambrose Video Publishing (États-Unis 2004 "Vidéo")
- Musique : Carl Davis
- Montage : Stan Pow
- Costumes : Michael Burdle
- Maquillage : Jenny Shircore
- Langue : anglais
- Format : Couleur – Mono
- Genre : drame
- Durée : 148 minutes
- Dates de sortie : Royaume-Uni : 5 novembre 1983

## Distribution
- Nicol Williamson : Macbeth
- Jane Lapotaire : Lady Macbeth
- Tony Doyle : Macduff
- Ian Hogg : Banquo
- James Hazeldine : Malcolm
- Mark Dignam : Duncan
- Gawn Grainger : Ross
- Peter Porteous : Caithness
- Eamon Boland : Seyton
- Alistair Henderson : Fleance
- Matthew Long : Menteith
- David Lyon : Angus